# 제칠일안식일예수재림교회
제칠일안식일예수재림교회(第七日安息日耶蘇再臨教會, 영어: Seventh-day Adventist Church, SDA)는 예수의 실제적이고 임박한 재림과 제칠일안식일 준수를 강조하는 개신교 교단이다. 안식교 또는 안식일교라는 별칭은 예배드리는 주일을 일요일이 아닌 토요일로 미국의 제칠일 침례교 (Seventh-Day Baptists) 교단의 안식일을 준수하는 교리에서 유래했다.
'자체적으로는' 19세기 미국에서 일어난 대각성 운동과 재림주의 운동의 계보를 이으며 성서주의 및 복음주의를 표명하는 보편교회 및 개신교회의 일원이다.
몇 나라에서는 개신교 교파 중 하나로 인정하기도 하나, 대한민국 개신교계에서는 율법주의 이단으로 분류된다.
남미, 아프리카, 아시아 등의 지역을 중심으로 의료선교, 문서선교가 활발한 개신교회이다. 대부분의 타교파 개신교처럼 교단이 지역에 따라 세세하게 나뉘어 있지 않으며, 단일화된 조직 체제를 갖는 것이 특징이다. 일부 교인들은 채식을 실천하며, 영육 전인적인 건강이 강조되는 특징이 있다.
대한민국에서 흔히 안식일교(Sabbatharian)라고 하며, 재림교(Adventist), 제칠일재림교(Seventh-day Adventist)라고 칭하기도 한다. 1863년 미국에서 제임스 화이트, 엘런 화이트, 조지프 베이츠, J. N 앤드루스 등, 여러 교파 출신 인물들에 의해 설립되었으며, 기독교 근본주의, 회중주의, 회복주의 성향을 띤다고 평가된다.

## 창립과정과 역사
제칠일안식일예수재림교회의 설립 모체가 된 재림주의 운동이 일어났던 19세기 초는, 미국 개신교계에서 교회의 세속화와 여러 사회불안 속에서 청교도들의 열렬한 신앙을 재건시키고자 하는 대각성 운동이 일어났던 시기였다.

### 밀러의 재림주의 운동과 대실망
급박한 예수의 재림을 주장했던 윌리엄 밀러는 뉴욕주 로우 햄튼에 사는 침례교의 평신도였다. 원래는 기독교에 회의적인 이신론자였으나, 미영전쟁을 겪으며 밀러는 의심하면서도 갈구하는 마음으로 "성경은 오직 성경으로만 풀 것", "모든 절의 뜻이 이해될 때까지 다음 절로 넘어가지 않을 것" 등의 원칙을 세우고 성경을 읽기 시작했다. 그 결과 성경에 한치의 모순도 없음을 깨닫고 회심하여 기독교인이 되었다.
1818년, 구약성경의 다니엘서와 신약성경의 요한계시록 등을 중심으로 성경의 예언을 연구하던 중, 그리스도가 1844년 10월 22일(2300주야의 끝, ”성소 정결”이 이루어지는 대속죄일)에 재림하시리라 확신하게 되고, 1831년부터 본격적으로 설파하기 시작했다. 예수께서 재림의 날은 아무도 알 수 없다고 하신 말씀을 알고 있었으나, 당시에 문자주의 해석에서 일반적이었던 "성소=지구"론에 따라 잘못된 해석에 치우친 것이다. 당시에 대부분의 교회에서 자유주의 신학이 탄생하여 낙관적인 후천년설이 가르쳐지고, 실제로 재림을 영적인 것으로 해석하고 믿지 않는 교인들도 많던 시절에, 밀러의 주장은 독특하면서도 많은 사람들에게 종말에 대한 관심을 일으켜 북아메리카 전역 및 유럽 일부에서 수십만명이 이 재림주의 운동에 참여하였다. 그러한 여러 교파 출신의 추종자들과 함께 1844년 10월 22일 하늘을 바라보고 있었으나, 예수 그리스도의 재림은 없었다. 이를 '대실망'이라고 표현한다.

### 오류의 극복과 교회의 설립
대실망 이후 상당수의 추종자들이 기독교 신앙 자체를 떠나거나 성서무오설과 재림신앙을 거부했다.
이에 "성경이 오류가 없는 하나님의 말씀임을 포기하지 말고, 자신들의 해석의 잘못을 찾아보아야 한다" 라고 생각하는 이들이 다시 모여 성경의 예언을 연구한 결과, 윌리엄 밀러의 시한부종말론이 잘못된 성경 해석임을 깨달았다.
재림 운동에 가담했던 17살 소녀 엘런 화이트는 히브리서 등을 토대로 "예언 되었던 1844년이 재림의 날 아닌 하늘 성소의 정결의 날이며, 대제사장이신 예수님은 이날 하늘 성소에서 지성소로 들어가셨다. 그리고 지금까지 당신의 보혈로 속죄함으로 성소에 전가된 죄들을 완전히 없애는, 구약 성소의 대속죄일 예식에 예표되었던 사역을 진행하고 계시며, 그 끝에 성도들을 데리러 다시 오실 것이다. 하늘에서 정결과 심판의 사업이 진행되는 동안, 그리스도인들은 성화와 선교 사업으로 재림을 열렬히 기다리며 신앙해야 한다” 라고 주장하기에 이른다.
위와 같은 주장을 펼친 엘런 화이트는 하나님께서 자신에게 주신 계시라고 주장하며, 죽을 때까지 '예언의 신'이라는 저작물들을 40여권 분량으로 집필해나갔다. 당시 밀러주의 운동에 참여한 이들 중 소수가 성경과 비교 검증한 결과 이 계시를 지지하고 엘런 화이트에게 성경에 약속된 예언의 은사가 주어졌다고 여기고 모여 재림교회를 결성한다.
구체적으로는, 제임스 화이트, 엘런 화이트, 조지프 베이츠, J. N 앤드루스를 비롯하여, 감리교회, 침례교회 등 여러 교파에 소속된 개신교 목사들과 평신도 지도자들이 한곳에 모여 서로가 속한 교단에서 성경의 정통적 교리라고 판단되는 교리들을 비교 연구한 결과, 삼위일체, 다섯 솔라, 이신칭의 등 여러 보편적인 개신교 교리들과 제칠일안식일, 예언의 은사, 성소기별, 조건적 영혼불멸 등 재림교회 특유의 교리를 확정하여 새 교파를 탄생시켰다. 이 과정에서 의견의 대립이 생길 때, 엘렌 화이트의 성경해석과 계시가 최종 결정에 있어서 "성경의 영감과 유일성을 확증하고, 성령을 통한 일치로 인도"하는 역할을 하였다. '제칠일안식일예수재림교회'라는 명칭은 1860년에 정해졌으며, 교단 조직은 1863년에 공식 출범하였다.

## 교리와 신앙
원래 초기 재림교회는 "오직 성경만이 신앙의 신조"임을 표명하여 신앙고백 문서를 성문화하는 일에 소극적이었다. 당시 미국 내 존재하던 거의 모든 교단 출신의 목회자들과 평신도들이 모여, 그들이 역사적으로 성립해온 여러 교리적 기준들을 내려놓고, 성경만으로 입증될 수 있는 신앙을 체계적이지는 못하더라도 정리해나가자는 취지로 모였던 것이 재림교회의 시작이 되었기 때문이다. 그러므로 재림교회 신학에서 중요한 개념 중 하나는 "점진적 진리 이해"에 있다. 오직성경을 통해 입증되는 진리가 보편교회시대와 종교개혁 이후에 여러 개혁자들을 통해 조금씩 밝혀져 왔고, 마지막 때까지 하나님이 자기자신을 점진적으로 나타내실 것이기에 하나로 정리된 교리적 규범이나 권위는 성경 외에 불필요하다는 입장이다.
하지만 교회가 확대함에 따라 타교파 신도들의 여러 선입견이나 오해를 해결하며 교회 내의 이설들에 대처할 필요가 생겼고, 제칠일안식일예수재림교회 세계대총회는 20세기 들어 "제칠일안식일예수재림교 기본교리"를 공식적인 하지만 "절대적이지 않은" 교리서로서 작성했다.

### 계시론•신론
- 하나님의 말씀: 66권의 구약과 신약의 성경을 하나님의 영감(霊感)으로 쓰여진 무류하고 유일한 신앙규범으로 고백한다. 특별히 재림교회의 교리 기준의 요약으로서 "오직성경으로"와 "모든성경으로"가 강조된다. 초기 재림교회에서는 킹제임스 성경을 기준으로 교리를 성립해나갔다.

- 삼위일체: 삼위일체신관을 고백한다. 초기 2,30년간은 가톨릭적 표현으로 여겨 교리로서 고백하진 않았으나, 성경을 통해 사회적 삼위일체론적으로, 또는 반(半)아리우스주의적으로, 구원론적으로 삼위의 존재를 인식하였다. 성경을 통해 기존 기독교회의 삼위일체 교리가 입증 가능함을 검토 후 비로소 교리로서 확정하였다.

- 아버지 하나님: 창조주 성부 하나님을 믿는다.

- 아들 하나님: 영원한 하나님의 아들인 로고스가 예수 그리스도로 성육신하신 성자 하나님을 믿는다.

- 성령 하나님: 성부와 성자의 창조와 구속 사업에서 능력이 되어 활동하는 성령 하나님을 믿는다.

### 창조론•인간론
- 창조: 문자적인 6일 간의 천지만물의 창조를 믿는다. 창조과학과 젊은 지구설이 재림교 출신 과학자들에게 유래하였다. 7일째 제정된 제칠일안식일이 창조의 기념일임을 강조한다.

- 인간의 본질: 인간 시조인 아담과 하와에게 자유의지가 주어졌으나, 사탄의 꾐에 넘어가 타락함으로 선악을 스스로 결정하게 되어 하나님께 의존하는 상태에서 단절되었고, 생명에서 떨어져나가 원죄와 죽음에 예속되었다고 믿는다.

### 구원론
- 대쟁투: 계시록 12장에 나타나있듯이, 태초 이전에 하늘에서 예수 그리스도와 사탄 사이에 시작된, 하나님의 지배권과 율법의 정당성에 관한 큰 전쟁에, 세상에 사는 모든 인간들이 관여되어 있다 믿는다. 재림교회 역사관을 한마디로 "대쟁투 사관"이라 할 수 있으며, 모든 성경해석의 기초로 삼는다.

- 그리스도의 생애와 죽음과 부활: 온전한 인성을 신성과 함께 입으신 예수 그리스도의 지상 생애는 인류를 위한 속죄와 모범으로서의 33년이었음을 고백한다. 특히 십자가에서의 죽음은 예수 생애의 목적이자 절정으로서 하나님의 공의와 자비를 온세상 앞에 모순없이 증거하였다. 믿음으로 속죄를 받아들이는 사람은 영원한 생명을 회복하게 됨을 부활을 통해 확증하였고, 결국 죄와 죽음과 사탄이 정복될 것임을 선포한 것이라 믿는다.

- 구원의 경험: 성령의 역사로 회개를 통하여 자신의 죄인됨과 예수 그리스도의 속죄를 받아들이고 그리스도를 자신의 대속물과 구주와 주인임을 믿음으로 고백하는 사람에게 은혜의 선물로서 칭의(称義)의 구원이 주어짐을 믿는다. 하나님의 양자가 됨으로 죄의 노예에서 구원되어 죄와 죽음에 승리하는 능력을 주심으로 신의 성품으로 성장해 나가는 성화(聖化)를 믿는다. 그 안에 거함으로 현재와 심판 때에 구원이 확증됨을 믿는다.

- 그리스도 안에서 자라남: 그리스도 안에서의 성화(聖化)의 삶을 강조한다.

### 교회론
- 교회: 예수 그리스도를 구주와 주인으로 믿는 사람들의 공동체인 교회를 고백한다. 예배와 친교, 말씀의 선포와 성례전의 거행, 전인류에 대한 사랑의 실천과 선교 등의 사명이 주어졌다고 믿는다. 교회의 권위는 성육신한 말씀인 예수 그리스도와 문자로 기록된 말씀인 성경에서 나온다. 구약시대 이스라엘을 대신하여 예수의 피로 인한 새 언약 속에 하나님의 백성이자 그리스도의 몸으로서 설립되었다고 믿는다. 이 개념 속엔 역사적인 모든 그리스도인이 포함된다.

- 남은 자손과 그 사명: 보편적인 교회는, 동방 정교회, 로마 가톨릭교회, 여러 개신교회들 등 수많은 조직 안의 신실한 그리스도인들로 구성되었지만, 마지막 시대에 남은 백성으로서 한 무리를 특별하게 일으킬 것을 예언 속에 약속하셨다고 믿는다. 모든 교회 안에 속한 그리스도인들과 예수를 모르는 사람들에게 바르고 영원한 복음, 심판이 진행중이고 재림이 가까움과 구원이 예수께 있음을 선포하고 마지막 날에 혼란과 배교 속에서 하나님의 계명과 예수 믿음을 수호하며 개혁과 회복의 사업을 완수하여 하나님의 공의와 사랑을 증거할 한 무리로서 제칠일안식일예수재림교회가 섭리 중에 전 그리스도교계 안에 특별한 지체로서 사명을 갖고 설립되었다고 믿는다.

- 그리스도의 몸 안에서의 연합: 그리스도 안에 새로운 피조물이 된 신자들의 모임인 교회에는, 진리의 성령으로 인해 원래 하나되지 못했을 여러 지체들이 하나된 모습이 나타난다. 남녀, 지위, 민족, 언어 등 모든 차별이 그리스도 안에 극복되어야 한다.
- 침례: 그리스도와 함께 죄인이 죽고(물에 잠김) 성도로서 다시 사는(물에서 나옴) 것을 고백하는 입교예식으로서 침례를 행한다. 자기의지로 믿음을 선택하여야 함을 믿으며, 유아세례를 부정한다.
- 성만찬: 예수그리스도의 살과 피를 상징하는 빵과 포도즙을 함께 나누며 십자가 희생을 기억하고 부활을 기념하며 재림을 갈망하는 고백으로서  성만찬을 성례전으로 행한다. "겸손예식"이라 불리는 "세족례"를 함께 행한다.
- 영적 은사와 봉사의 직무들: 예언하는 일, 복음전도, 가르치는 일, 다스리는 일, 화목시키는 일, 동정을 베푸는 일, 백성들을 도와주고 격려하기 위한 자기 희생적 봉사와 사랑 등 여러 은사가 성령에 의해 교회 안에 각 지체에게 맞게 주어졌음을 믿으며, 사랑이 기초되어야 하며, 진리 안에서의 하나됩에 도움이 됨을 믿는다.
- 예언의 선물: 성령에 의해 주어진 교회의 은사 중에 "예언의 은사"가 있으며, 특별히 재림교회를 위해서는 엘렌 화이트에게 그 은사가 주어졌다고 여긴다.

### 율법론
- 하나님의 율법
- 안식일
- 청지기 직분
- 그리스도인의 품행
- 결혼과 가정

### 종말론
- 하늘에서의 그리스도의 봉사: 승천 후 예수 그리스도가 성부의 보좌 우편에서 대제사장으로 즉위하여, 지상에서의 유대 성전의 역할이 끝났으며, 현재까지 계속하여 신자들에게 자신이 십자가 상에서 흘린 피가 효력을 나타내고 기도가 상달되도록 중보하는 사역을 하고 있다고 믿는다. 특별히 2300주야 예언기간이 마쳐지는 1844년부터는, 구약시대 대속죄일에 예표된, 지금까지 예수의 피로 인해 성소로 이전되어 용서되어 왔던 죄들을 지성소에서 완전히 없애고 지상의 그리스도인들의 구원을 확증하기 위한 사역(조사심판, 재림전심판)을 진행함으로, 구속사역의 마지막 단계가 이루어지고 있다고 믿는다. 그 사역이 끝나면 구속사업이 종결되고 재림이 이루어지리라 믿는다.

- 그리스도의 재림
- 죽음과 부활
- 천년기와 죄악의 종말
- 새땅

## 타교파와의 관계

### 신학적 견해
교리들 중 하나님, 창조, 죄, 구원 등, 신앙의 본질적인 부분에 관한 교리는 장로교, 루터교, 감리교 등의 다른 전통적 개신교 교파들과 대부분 일치하나, 제칠일안식일, 예언의 은사의 지속성(엘렌 화이트 등), 재림 후 천년기설(전 천년설), 그리스도의 하늘성소 봉사, 재림 전 심판(조사심판), 채식주의, 조건적 영혼불멸 등은 재림교회의 독특한 교리이거나 개신교 및 기독교 전체 신학계에서 소수의 견해이다. 또한 구원론에 있어서는 칼뱅주의보다 아르미니우스주의나 웨슬리주의에 더 가깝다.
기독교 복음에 대한 이해와 본질적인 교리의 일치로 인해 정통 기독교로 여기는 견해와, 역대 공의회나 신앙고백들로 정립된 전통적인 교리와의 일부 차이로 인해 이단으로 보는 견해의 두 입장이 존재한다.
"때와 법을 변경할" 적그리스도에 관한 예언을 로마 교황에 적용하므로 일요일 예배 및 미사를 부정하고 제칠일안식일을 주장하는 것이 타 교파 교인들과의 가장 표면적인 차이라고 볼 수 있다.
"정통" 견해가 다수임에도 "이단" 시비가 존재한다는 점에서, 그리고 스스로 "보편교회와 종교개혁가들의 후손이며 그들에게 빚진 자"로 여긴다는 점에서, 여호와의 증인이나 몰몬교 등 동시대 신흥 교파들이 거의 모든 기독교단에게 "이단"으로 취급되고 종교학적으로도 "유사기독교"임에 이론(異論)이 제기되지 않으며 자신들 만의 폐쇄적 구원관과 교회관을 신봉하는 것과는 대조적이다.

### 서구권에서의 논쟁과 검증
서구권에서는 창립 이후 한때 정통으로 보는 견해와 이단 및 분파로 보는 견해 사이에서 논쟁이 있었다.
특별히 칼뱅주의 신학자인 안토니 A. 후크마는 재림교를 몰몬교, 여호와의증인, 크리스천 사이언스와 함께 "4대 이단" 중 하나로 언급하였다. 하지만 그의 견해는 실제 재림교 교리서나 신학적 대화 검증을 통한 연구가 결여되었고 선입견이나 오해로 인한 부정확한 저술이 많기에, 현재 신학계에서 그의 견해는 더 이상 받아들여지지 않는다.
1950년대에 미국의 침례교 신학자이자 저명한 이단 연구단체 기독교리서치연구소(CRI) 대표인 월터 마틴이 7년간의 교류와 연구,검증 끝에 내린 결론은 다음과 같았다. "분명히 독자적인 성경이해나 교리가 존재하나, 니케아 콘스탄티노폴리스 신경을 따른 보편적인 기독교의 본질에서 일탈하지 않는다." "몰몬교, 여호와의 증인 등과 같은 유사 기독교와는 성격이 다르다. 폐쇄적인 구원관을 주장하지 않고 성경적인 교회관을 견지하며, 스스로 보편교회와 개신교 개혁가들의 후예임을 정체성 삼기 때문이다." "종교개혁 정신을 계승한 '정통 복음주의' 로 분류하는 것이 합당하다."
이후 세계교회협의회, 세계복음연맹, 세계개혁교회연합 등 대부분의 세계적인 교계 연합기관들과 개혁교회, 루터교회, 침례교회, 성공회 등의 주요 정통 개신교 교단들이 재림교회를 복음주의 및 개신교 형제 교단으로 인정하고 교류가 이루어진다.

### 대한민국에서의 이단시비
한국에서는 전래 초기에 찬송가•성경 편찬 작업에서 협력하는 등 타교파와 우호적인 관계를 계속하였으나, 1915년에 조선예수교장로회 조선인 목사들이 이단으로 결의, 1995년에 탁명환, 훼케마 등의 견해를 참조하여 율법주의, 엘런 화이트의 선지성 등의 교리적 이유로 예장통합 교단에서 재차 공식적으로 이단 결의하였다. 이로 인해 재림교회가 20여년간 이사직을 맡았던 기독교방송에서 돌연 제명되었다.
장로교회 외에 감리교회, 성결교회, 루터교회, 침례교회 등에서는 원래 해외에서의 일반적 경향과 같이 재림교를 이단으로 규정하지 않고 있었으나, 대한민국 최대 교단인 예장통합의 이단 재결의 이후 이단이라는 견해가 교계 전체에 정착하게 되고 점차 이단 결의가 증가하기 시작했다.
대한민국의 정통 개신교 신학교 연합기관인 전국신학대학협의회에는 1965년 창립시부터 재림교 산하의 삼육대학교 신학과가 정회원으로 참여해왔다. 이외에도 한국구약학회, 한국신약학회 등 신학 단체에는 교단의 이단 결의와 상관없이 정통으로 수용되어 교류가 이루어진다.
미국에서는 버락 오바마와 도널드 트럼프 취임식에 본 교단 목사가 안수기도를 해 주었으며 대한민국에서도 2021년 국가 조찬기도회에 베리 블랙 백악관 원목이 미국 대표로 기도해 주었다.

### 교계 기관들의 입장
국제적인 경우, 미국 남침례회, 세계 루터교 연합, 세계 성공회 공동체, 세계 교회 협의회(WCC), 기독교 리서치 연구소(CRI), 미국성서공회, 영국성서공회, 빌리 그래함 복음전도협회,오스트레일리아 교회 협의회, 스코틀랜드 교회 협의회, 세계 개혁교회 연합(WARC) 등의 대표적인 정통 기독교회 교단 및 연합기관이나 선교단체, 신학단체에서 재림교회를 정통 기독교 교단으로 인정한다.
대한민국에서는 현대종교, 교회와 신앙 등의 이단 관련 언론과 대부분의 장로교 교단들, 기독교대한감리회 등의 교단에서 재림교회를 이단으로 규정한다. 한편 신학계에서는 교단의 이단결의와 상관없이 전국신학대학협의회, 한국기독교학회, 한국복음주의신학회, 한국구약학회•신약학회 등 주요 정통 신학기관에서 재림교회 신학자들이 정회원으로 활동한다.
에큐메니컬 운동에 대해서 재림교회 내에는, 예언적인 시각에서 부정적으로 바라보는 견해와, 복음전파를 위한 성경적인 교회연합은 추구되어야 한다는 두 견해가 존재한다. 재림교회 교단은 세계 교회 협의회(WCC)에 가입하지 않았으나, 정통 교단으로 인정되어, 로마 가톨릭교회와 함께 정식 회원은 아니나 참관인(Observer) 자격으로 관여하는 교단 중 하나이다.
다만 신학연구를 통해 교회의 입장이 변화한다는 특성에 비추어볼 때, 안식교에 속한 삼육대학교 등 재림교 소속 대학기관은 신학연구의 확장성은 부족하다. 대표적인 예로 삼육대학교의 교수진은 세계 신학연구의 가장선두 학문기관인 예일, 프린스턴, 튀빙겐, 풀러, 무디, 하버드, 노트르담, 옥스포드, 캠프리지, 더럼, 루뱅 가톨릭, 듀크 신학교 출신 교수는 전무한 실정으로 더 깊은 연구나 확장성은 부족해 재림교만의 교리에 정체되어 교리의 변동이 신학계와 함께 움직이지는 못하고 있다 특히 현재 세계 신학계의 주요 흐름이라고 할 수 있는 신정통주의  혹은 바울의 새관점 등에 대한 신학에 대한 접근 또한 전무하여 향후 재림교는 이에 대한 교류를 활성화할 필요가 있으며 박사급 신학 연구자들이 다양한 신학연구기관의 교수진들로 구성될 필요성이 있다.

## 대한민국에서의 역사와 사업 및 활동

### 자생적 전래
기독교 교파 중에서 천주교, 장로교, 감리교, 동양선교회, 대한기독교, 플리머스 형제단, 러시아 정교회 다음으로 한국에 전해졌다. 1904년 5월 이응현이 일본 고베에서 하와이주로 가는 배를 기다리다 동료 손흥조와 함께 고베 안식일교 전도사였던 쿠니야 히데(國谷秀)로부터 재림교의 복음을 듣고 침례를 받아 최초의 한국인 재림교인이 되었다. 그 후 손흥조는 이민 수속 서류를 갖추지 못해 귀국하던 중 선상에서 독립운동가 임기반을 만나 전도했다.
재림교회 전통에 익숙하지 않았던 이들은 처음에는 일본의 쿠니야 전도사를 초청해 전도에 도움을 받았고, 1904년 여름에는 일본 선교부 책임자인 필드(F. W. Field) 목사가 내한했다. 그는 모두 71명에게 침례를 베풀었으며, 이후 평안남도 용강, 강서 지역에 네곳의 교회가 설립되었다. 1915년에 조선 장로교회가 행정적인 이단 규정을 하기 이전에는 찬송가•성경 편찬 작업에서 협력하고 서로의 교회 및 사업체 설립행사 시 축하하기 위해 참석하는 등 사회적으로나 교계에서나 타 교파와 우호적인 관계를 계속했다.
일제 침략기 당시 재림교회는 복음 전파와 함께 독립운동에도 열정을 갖고 있었다.
독립선언서를 낭독한 정재용은 후에 재림교회 신자가 되었으며,  대한민국 임시 정부 의정원 의장을 지낸 김붕준, 독립유공자 이병훈 박사 등 여러 신자들이 광복을 위해 앞장섰다.
신사참배 거부로 인해 한국 최초로 순교한 최태현 목사가 재림교회 소속이었으며, 일제의 침략전쟁시 많은 재림교회 청년들이 병역거부 및 집총거부로 인해 처벌 받았고, 일본과 조선에서 재림교회 교단은 정부에 의해 해체 당했다.

### 최근 현황과 주요 활동
재림교회를 국내에서는 "삼육재단"이라고도 하는데 이유는 재림교에서 삼육: 신체적(체육), 정신적(지육), 영적(덕육) 성숙을 통한 하나님의 형상 회복을 중요하게 생각하여 재단에서 식품회사와 교육기관을 경영하기 때문이다.
재림교인들은 전인적 건강과 행복 모두 중요하다고 생각한다. 그래서 이들 삼육재단에서 운영하는 기관들을 보면 신체적 건강을 위해서 삼육의료원, 삼육식품, 요양병원 등이 있고, 정신적 행복을 위해서 삼육대학교와 같이 초등학교부터 대학원까지의 전국 각지의 삼육학교와 전국 41개의 직영점을 가진 삼육외국어학원 사업(삼육영어학원)을 하고 있다.
2009년 기준으로 전국에 900여 교회와 21만명의 제칠일안식일예수재림교회 신자가 있다. 전 세계적으로는 216개국 약 14만8천여개 교회에 약 2000만명의 신자들이 있다.
2017년 3월부터 서울역에서 천막 교회를 열고 노숙자와 도시 빈민들을 상대로 종교 집회를 개최하고 있다.

## 기타 특기사항
- 교단과 목회자는 정치적 중립이 원칙이다.
- 교단의 모든 목회자의 임금은 월급제이며 근로소득세를 내고 있다.
- 타 교단의 주일학교에 해당하는 안식일학교가 있으며, 어린이와 중·고교 학생을 위한 패스파인더 프로그램을 제공한다.
- 개발 도상국 약자•빈자들을 위해 아드라(ADRA) 라는 사회•의료 선교 및 봉사활동을 전개한다.
- 대표적인 유사과학 중 하나인 창조과학이 제칠일안식일예수재림교에서 기원한 것이 밝혀져 있으며, 현재에도 한국창조과학회 등지에서 해당 내용을 레퍼런스로 삼는 일이 일어나고 있다.
- 제칠일안식일예수재림교회의 목사인 배리 블랙(Barry Black)은 현 미국 상원 원목이며 미국의 버락 오바마, 도널드 트럼프 대통령 취임식에 축도를 하였다.
- 제칠일안식일예수재림교에서 채식 식품 회사를 설립해 판매하는 일이 많다. 대한민국의 삼육식품[8], 일본의 산이쿠푸즈(三育フーズ), 오스트레일리아와 뉴질랜드의 새니테리엄 헬스 웰빙 컴퍼니(Sanitarium Health and Wellbeing Company)등이 있다.
- 삼육대학교 신학과는 전국신학대학협의회에 장로회신학대학교, 성공회대학교, 감리교신학대학교 등과 함께 가입해 있다.
- 미국의 앤드류스 대학(Andrews University)등 성서주의 신학교육 기관을 세계 여러 나라에서 운영 중이다.

## 같이 보기
- 재림주의
- 윌리엄 밀러
- 엘렌 화이트
- 개신교
- 기독교 근본주의
- 삼육대학교
- 전국신학대학협의회
- 채식주의
- 창조과학
- 한국창조과학회